# الكسندر ماركوف (عازف كمان)
الكسندر ماركوف (بالإنجليزية: Alexander Markov)‏ هو عازف كمان أمريكي، ولد في 24 يناير 1963 في موسكو في روسيا.

## وصلات خارجية
- الموقع الرسمي
- الكسندر ماركوف على موقع ميوزك برينز (الإنجليزية)
- الكسندر ماركوف على موقع أول ميوزيك (الإنجليزية)
- الكسندر ماركوف على موقع ديسكوغز (الإنجليزية)